# Bitwa pod Kopystrzyniem (1432)
Bitwa pod Kopystrzyniem – starcie zbrojne, które miało miejsce 30 listopada 1432 roku w pobliżu miejscowości Kopystrzyń nad rzeką Murachwą, podczas wojny domowej na Litwie. Wojska polskie pod dowództwem wojewody ruskiego Jana Mężyka z Dąbrowy i kasztelana międzyrzeckiego Wincentego z Szamotuł, rozbiły armię rusko-tatarsko-mołdawsko-wołoską dowodzoną przez starostę bracławskiego i krzemienieckiego Fedka z Ostroga. Straty wśród Rusinów, Tatarów, Mołdawian i Wołochów źródła szacują na kilka tysięcy zabitych. Sam Fedko zbiegł z pola walki. Straty polskie wyniosły ponad tysiąc zabitych.